# 曹景宗
曹 景宗（そう けいそう、大明元年（457年）- 天監7年8月2日（508年9月12日））は、中国南朝宋・斉・梁の武将。字は子震。新野郡（現在の河南省南陽市）の人。宋の征虜将軍・徐州刺史曹欣之の子。弟の曹義宗も梁の武将となる。

## 生涯
幼い頃から騎射が得意で、鹿狩りで仲間の乗る馬と鹿が入り乱れているような時でも、誤って仲間の馬に当てることなく、必ず鹿に命中させたほどの腕前だったという。まだ成人していなかった頃、父の命令で数人とともに新野から州の外に出て、異民族数百人の襲撃を受けたことがあったが、曹景宗が矢を放つたびに敵を射殺したため、敵兵は退散し、これによって勇名が知れわたった。史書を愛読し、司馬穰苴や楽毅の列伝を読むたび、「丈夫たるものこのようでなくてはならぬ」と言っては歎息したという。宋の元徽年間、父に随行して首都建康に出て、奉朝請・員外となり、尚書左民郎に遷るが、父が死去したため職を辞し郷里に帰った。喪が明けると、雍州刺史・蕭赤斧により冠軍中兵参軍・天水郡太守に任じられた。
斉の建国後も、しばしば戦功を立て、游撃将軍に任じられた。建武4年（497年）、太尉の陳顕達に従い北魏の馬圏を包囲した時、伏兵2千で北魏の中山王元英率いる援軍4万を撃破した。後に孝文帝の大軍が迫り、陳顕達らの全軍は退却したが、曹景宗が山道を案内したため、無事に帰還することができた。蕭衍（後の梁の武帝）が雍州刺史となり、襄陽に赴任すると、彼と深く結びついた。蕭衍も曹景宗を厚遇し、彼を冠軍将軍・竟陵郡太守に任じるよう上奏した。
永元2年（500年）、蕭衍が蕭宝巻（東昏侯）に反乱の兵を挙げ竟陵に到ると、曹景宗もこれに呼応した。軍の先鋒として長江を下り、首都建康に迫った。江寧で敵将李居士を破り、ついで王茂・呂僧珍らとともに大航で王珍国の軍を撃破した。建康が平定されると、散騎常侍・右衛将軍に任じられ、湘西県侯に封じられた。しばらくして持節・都督郢司二州諸軍事・左将軍・郢州刺史となった。天監元年（502年）、蕭衍が皇帝となり梁を建国すると、平西将軍に進み、竟陵県侯に改封された。
天監2年（503年）、北魏の大軍が司州に侵攻し、司州刺史蔡道恭が包囲された。曹景宗は救援に赴いたが、遊猟して軍威を誇示するのみで、敵軍を攻撃して包囲を解くことができず、結局司州は陥落した。このことで御史中丞の任昉に弾劾されたが、武帝は建国の功績によって不問にし、彼を護軍将軍に任じて都に召還した。建康に到ると改めて散騎常侍・右衛将軍に任命された。
天監5年（506年）、北魏の中山王元英・楊大眼らが鍾離を攻め、徐州刺史の昌義之を包囲した。曹景宗は、武帝から豫州刺史韋叡らを指揮して救援に向かうよう命令を受けた。曹景宗は功績を独占しようとして、韋叡らとの合流を待たず勅命に背いて勝手に軍を進発させようとしたが、暴風によって阻まれた。翌天監6年（507年）3月、韋叡らと元英の軍を大破し、鍾離の救援に成功した。功績によって爵位が公に進み、侍中・領軍将軍に任じられ、鼓吹1部を賜った。
鍾離の戦いに勝利して都に帰還した際、武帝は宴を開き沈約に命じて詩会を催させたが、沈約は武人である曹景宗に詩は作れないと思い、彼に韻字を配らなかった。曹景宗は不満を示し、武帝が止めるのも聞かず、詩を作らせるよう強く求めた。沈約はやむなく彼にも韻字を配ったが、すでに「競」と「病」以外の字は配り終えてしまっていた。だが曹景宗は筆を振るってすぐさま詩を1首書き上げた。
| 原文       | 書き下し文        | 通釈                                                             |
| 去時児女悲 | 去る時 児女悲しみ | 出征の時は子や娘が悲しんで見送ったが                             |
| 帰来笳鼓競 | 帰来して 笳鼓競う | 戦に勝利して帰ってくれば、凱旋の笛や太鼓が競うかのように鳴り響く |
| 借問行路人 | 借問す 行路の人   | ちょっとお尋ねしたい 道行く人よ                                  |
| 何如霍去病 | 何如ぞ 霍去病に   | 私と霍去病、比べてどちらが優れているか                           |

武帝や沈約ら朝廷の人々は感嘆してやまず、詔勅によって史官に命じ、このことを記録させたという。
曹景宗は自らを恃むこと強く、多くの公卿に礼を尽くさなかったが、韋叡に対しては特別に敬意を払っていた。財貨に貪欲で、郢州刺史在任時、さかんに財貨を集めて豪壮な邸宅を造り、加えて配下の部曲（私兵）も横暴だったため、民衆の評判はすこぶる悪かった。好色で愛妾の数は数百を数え、そのすべてを豪華に装わせた。武帝との宴席で酒に酔って、自らを「臣」といわず、即位以前の時のように「下官」と称すなど、皇帝に対する礼節を踏み外すこともあったが、武帝は笑って咎めなかったという。
天監7年（508年）、中衛将軍・江州刺史となったが、同年8月に任地に赴く途中で死去した。享年52。死後、征北将軍・雍州刺史・開府儀同三司を追贈された。諡は壮。

## 伝記資料
- 『梁書』巻9 列伝第3
- 『南史』巻55 列伝第45